# أحمد نبيل (مانغا)
أحمد نبيل مانجا هو لاعب كرة من مواليد 3 أكتوبر 1991 ، ويلعب حاليًا مع نادي الاتحاد السكندري.

## بداية مسيرته الكروية
بدأ اللعب الدولي باللعب مع المنخب المصري الشاب في كأس العالم ال1ي أقيم بمصر عام 2009 والذي حازت عليه غانا بالفوز على البرازيل

## موقفه عن اعتزال محمد بركات
عبر أحمد نبيل مانجا لاعب فريق الكرة الأول بالنادي عن حزنه بسبب قرار محمد بركات اعتزاله اللعب نهائياً إذ اعتقد أحمد ان محمد بركات مازال في قمة عطائه وقدرته على اللعب لموسمين قادمين على الأقل.
وأكد اللاعب في تصريحات للموقع الرسمي، أن محمد بركات لاعب يصعب تعويضه في الكرة المصرية لما يتمتع به من خبرات وذكاء كبير داخل الملعب وخارجه مشيرا الي انه يتمني ان يكون قد استفاد شيئا منه يستطيع تقديمه للفريق داخل الملعب.

## رده على الاشاعات
قال اللاعب: «تعرضت لمشاكل كثيرة خلال الأيام الماضية بسبب أحد منتحلي شخصيته على الفيس بوك، فأنا لا أملك حتى حساب شخصي عبر موقع التواصل الاجتماعي فيس بوك وأنه ليس لي علاقة ببعض مستخدمي الفيس بوك الذين يروجون لبعض الشائعات مستغلين صورته واسمه».
وأوضح اللاعب أن هذا الأمر سبب له الكثير من المشاكل موضحا أنه لا يحب بالتحديد الحديث في السياسة وهو الأمر الذي أثار غضبه للغاية خاصة وأنه يروج لبعض الآراء السياسية التي ليس له علاقة بها.

## إحصائيات مشاركاته
آخر تحديث في 14 يوليو 2018

### مع الأندية
| الفريق            | الموسم    | الدوري  | الدوري | الكأس   | الكأس | البطولات القارية | البطولات القارية | بطولات أخرى | بطولات أخرى | الإجمالي | الإجمالي |
| الفريق            | الموسم    | مشاركات | أهداف  | مشاركات | أهداف | مشاركات          | أهداف            | مشاركات     | أهداف       | مشاركات  | أهداف    |
| ----------------- | --------- | ------- | ------ | ------- | ----- | ---------------- | ---------------- | ----------- | ----------- | -------- | -------- |
| الأهلي            | 2009–2010 | 2       | 0      | 0       | 0     | 0                | 0                | —           | —           | 2        | 0        |
| الأهلي            | 2010–2011 | 4       | 1      | 1       | 0     | 1                | 0                | —           | —           | 6        | 1        |
| الأهلي            | الإجمالي  | 6       | 1      | 1       | 0     | 1                | 0                | —           | —           | 8        | 1        |
| تليفونات بني سويف | 2011–2012 | 5       | 0      | 0       | 0     | —                | —                | —           | —           | 5        | 0        |
| تليفونات بني سويف | الإجمالي  | 5       | 0      | 0       | 0     | —                | —                | —           | —           | 5        | 0        |
| الأهلي            | 2012–2013 | 8       | 1      | 0       | 0     | 1                | 0                | 0           | 0           | 9        | 1        |
| الأهلي            | 2013–2014 | 15      | 0      | 2       | 0     | 4                | 0                | —           | —           | 21       | 0        |
| الأهلي            | الإجمالي  | 23      | 1      | 2       | 0     | 5                | 0                | 0           | 0           | 30       | 1        |
| سموحة             | 2014–2015 | 32      | 1      | 3       | 0     | 11               | 0                | —           | —           | 46       | 1        |
| سموحة             | 2015–2016 | 29      | 0      | 3       | 0     | —                | —                | —           | —           | 32       | 0        |
| سموحة             | 2016–2017 | 25      | 2      | 3       | 0     | 8                | 0                | —           | —           | 36       | 2        |
| سموحة             | 2017–2018 | 28      | 1      | 4       | 0     | —                | —                | —           | —           | 32       | 1        |
| سموحة             | الإجمالي  | 114     | 4      | 13      | 0     | 19               | 0                | —           | —           | 146      | 4        |

## روابط خارجية
- أحمد نبيل على موقع الاتحاد الدولي (مؤرشف)  (الإنجليزية)
- أحمد نبيل على موقع قاعدة بيانات كرة القدم.إي يو (الإنجليزية)
- أحمد نبيل على موقع Soccerway.com (الإنجليزية)